# Pena de muerte en El Salvador
La pena de muerte es una sanción legal en El Salvador. Fue abolida en 1983 por el artículo 27 de la constitución, con una excepción permitida para los delitos cometidos bajo la ley militar durante un estado de guerra internacional. Por ello, El Salvador es uno de los siete países considerados "abolicionistas de los delitos ordinarios", junto con Brasil, Burkina Faso, Chile, Guatemala, Israel y Perú. La última persona ejecutada en El Salvador fue Victoriano Gómez Urrutia en 1973.
El Salvador se adhirió al Segundo Protocolo Facultativo del Pacto Internacional de Derechos Civiles y Políticos el 8 de abril de 2014, con una reserva para los delitos bajo derecho militar cometidos en tiempos de guerra. El Salvador votó a favor de la moratoria de las Naciones Unidas sobre la pena de muerte en 2007, 2008, 2010, 2012, 2014, 2016, 2018 y, más recientemente, en 2020.